# 邹绍孟
鄒紹孟（—1938年），中華民國軍人，官至少將。他為中日戰爭期間陣亡的中國軍方高級將領之一。

## 生平
鄒紹孟為中華民國國民革命軍高級將領，中日戰爭期間，隸屬國民革命軍124師，是為少將參謀長。1937年3月日軍磯谷師團攻擊山東藤縣，他於3月17日陣亡於該徐州會戰。